# Milly Lacombe
Maria Emília Cavalcanti Lacombe (Rio de Janeiro, 1 de julho de 1967), mais conhecida como Milly Lacombe, é uma jornalista, escritora e roteirista brasileira. Ao longo de sua carreira profissional, traballhou em veículos de comunicação do Brasil como Folha de S.Paulo, SporTV, Rede Globo, TV Record, Revista Trip e UOL, especialmente como comentarista esportiva e cultural. É também autora de seis obras, entre as quais Segredos de uma Lésbica para Homens (2004), Tudo é Só Isso (2010) e O Ano em Que Morri em Nova York (2017), e foi roteirista do programa Amor & Sexo, da Globo, em 2018. Feminista e homossexual assumida, é notória por seu estilo de escrita franco e muitas vezes provocativo.

## Biografia
Nascida no Rio de Janeiro em 1967, viveu seus primeiros anos no bairro das Laranjeiras. Comecou a trabalhar com 16 anos numa pequena editora de revistas. Mudou-se para São Paulo em 1984 para cursar Rádio e TV na Fundação Armando Alvares Penteado, tendo trabalhado no período com venda de espaços publicitários em revistas. 

### Carreira no jornalismo
Aos 28 anos, Lacombe mudou-se para os Estados Unidos e cursou uma pós-graduação em marketing na Universidade da Califórnia em Santa Bárbara. Nesse período, conseguiu emplacar a cobertura jornalística de uma “corrida de aventura” no Canadá para a Revista Trip, e assim decidiu que não trabalhar com marketing. De Los Angeles, passou a colaborar como freelancer para a Folha de São Paulo, em 2001, tendo coberto cinema e também os atentados de 11 de Setembro.
De volta ao Brasil ainda na primeira metade da década de 2000, Lacombe começou a trabalhar na Revista Tpm, inicialmente como colunista, depois como redatora e então como diretora antes de se mudar para Nova Iorque, de onde escrevia para revistas no Brasil. Retornou novamente ao Brasil, onde recebeu um convite para atuar como comentarista esportiva no SporTV, tendo sido uma das mulheres pioneiras no país a comentar partidas de futebol.
Em 2006, Lacombe envolveu-se em uma polêmica com Rogério Ceni, então goleiro do São Paulo, durante o programa vespertino Arena SporTV. A jornalista acusou o atleta de falsificar uma assinatura em uma proposta do Arsenal, da Inglaterra, para conseguir um aumento salarial no clube paulista. Ceni telefonou no mesmo momento para rebater a acusação e defender sua integridade, o que gerou uma discussão acalorada entre os dois ao vivo e uma grande repercussão nos meios esportivos. Embora tenha posteriormente reconhecido o erro, a jornalista foi afastada da programação da Globo e Rogério a procesou por calúnia, tendo ganhado ambas. Na ação cível, foi pedido o valor de 150 mil reais por difamação. Após o encontro em uma audiência conciliatória, a queixa-crime por calúnia foi retirada após pedido de desculpas da jornalista em 2011.
Depois de sua saída do Grupo Globo, Lacombe foi contratada pela TV Record, onde trabalhou principalmente como comentarista da Liga dos Campeões da UEFA entre 2007 e 2009. Nos anos seguintes, trabalhou como colunista, com destaque para a Revista TPM e o portal UOL Esporte.

### Carreira como escritora e roteirista
Lacombe realizou sua estreia na literatura no ano de 2003, ao publicar o livro Como Ser uma Modelo de Sucesso, com a empresária Costanza Pascolato. Em 2004, publicou sua primeira publicação solo, Segredos de uma Lésbica para Homens. No ano seguinte, publicou juntamente com o futebolista Raí e a jornalista Soninha Francine, Para Ser Jogador de Futebol.
Em 2010, publicou o livro, Tudo é Só Isso, um livro de crônicas, relacionamentos, descobertas e confissões da autora. Três anos depois, foi lançado Mara Gabrilli — Depois daquele dia, sobre a história da política paulista Mara Gabrilli. Em 2016, escreveu um conto para Over the Rainbow, um livro em que cinco autores revisitam contos famosos e os reescrevem contos com uma roupagem LGBT.
Em 2017, publicou seu primeiro romance, intitulado O ano em que morri em Nova York, lançado pela Editora Planeta Brasil. A obra narra a história de uma mulher de meia-idade e sua experiência com o término de um longo relacionamento. Neste mesmo ano, foi convidada para ser roteirista e integrar a bancada de convidados do programa televisivo Amor & Sexo, comandando por Fernanda Lima, que aborda sexualidade e temas afins. A jornalista permaneceu no programa da Globo durante toda a temporada do ano de 2018. Também foi roteirista dos programas Superbonita, Tempero de Família e do Bem Juntinhos, ambos do GNT. Esse período a transformou em uma figura de destaque na paisagem midiática brasileira, sendo reconhecida como uma voz influente e proeminente em debates e conversas sobre questões de gênero, sexualidade e cultura.

## Vida pessoal
A jornalista afirma ter se assumido lésbica somente após a morte do pai e, ao se abrir para a mãe, elas ficaram sem se falar por alguns anos, até que reconciliaram em um Natal. Posteriormente, também reconheceu ser demissexual. Em 2023, Lacombe revelou ter sido abusada sexualmente por homens em diferentes momentos da vida.
Durante a infância, Milly Lacombe era torcedora do Fluminense, o mesmo clube pelo qual o pai torcia. Já adulta, ela tornou-se corintiana por influência de Roberta, uma namorada.
Em sua vida afetiva, Milly Lacombe foi casada com Tati Isler por dez anos. Envolveu-se mais tarde com Roberta, com quem esteve por cinco anos, e foi vítima de um atropelamento em 2011 quando as duas já eram apenas amigas. Atualmente, vive em relacionamento aberto com outra esposa.

## Obras publicadas
- Como ser uma modelo de sucesso: A-Z : o que é e como é vencer na mais desejada das profissões. São Paulo: Jaboticaba, 2003.[19]
- Segredos de uma lésbica para homens. São Paulo: Jaboticaba, 2004.[20]
- Para ser jogador de futebol: dicas de um campeão para você se tornar um jogador profissional de sucesso. São Paulo; Rio de Janeiro: Jaboticaba: Ed. SENAC Rio, 2005.[34]
- Tudo é Só Isso. São Paulo: Benvirá, 2010.[22]
- Mara Gabrilli: despois daquele dia. São Paulo: Benvirá, 2013.[23]
- Over the rainbow: um livro de contos de fadxs. São Paulo: Planeta, 2016.[24]
- O ano em que morri em Nova York. São Paulo: Planeta, 2017.[25]